# 한일시멘트
한일시멘트(韓一-)는 2018년 7월 지주회사인 한일홀딩스와 사업회사인 한일시멘트로 인적분할을 마무리하여, 신설법인 한일시멘트(주)로 새롭게 출범하였다. 또한 한일시멘트는 코스피 상장 기업이다.
본사는 남부터미널 인근 서초동에 위치해 있다.

## 사업내용
현재 한일시멘트는 ‘포틀랜드 시멘트’를 비롯해, 고품질의 적기 공급시스템을 갖춘 ‘레미콘’, 용도별로 전문화된 건축자재 ‘레미탈’까지 건설 공정에 필요한 주요 건자재를 전국 곳곳에 위치한 유통기지를 통해 소비자에게 공급하고 있다. 레미탈은 시멘트, 모래, 혼화재 등의 원재료를 공장에서 미리 혼합하여 공사현장에서는 물만 섞으면 사용할 수 있도록 해주는 드라이 모르타르의 브랜드명으로서, 1991년 한일시멘트가 대한민국 최초로 제품화하였다.

## 연혁
- 2018년 7월 인적분할로 한일시멘트(주) 신규 출범

## 본점 및 지점 현황
- 본점: 서울특별시 서초구 효령로 275 (서초동)
- 단양공장: 충청북도 단양군 매포읍 매포길 245 (우덕리)

## 같이 보기
- 대한민국의 경제